# 横山翔大
横山 翔大（よこやま しょうだい、2000年10月14日 - ）は、神奈川県厚木市出身のサッカー選手。ポジションはMFもしくはFW。

## クラブ歴
東海大学付属相模高等学校から大阪体育大学に進学した。
2023年1月28日にシンガポールプレミアリーグ所属のアルビレックス新潟シンガポールへの加入が発表された。2月19日のシンガポール・チャリティーシールドで先発出場して選手初出場初得点を記録した。
2024年2月11日に同じくシンガポールプレミアリーグ所属のホウガン・ユナイテッドFCに完全移籍した。
2025年6月4日、2024-25シーズン限りでのホウガン・ユナイテッド退団が発表された。
2025年7月7日、ゲイラン・インターナショナルFC加入が発表された。